# Saafi Brothers
Saafi Brothers est un groupe de musique électronique allemand composé de Gabriel Le Mar et Michael Kohlbecker.
Le groupe connaît un grand succès dans les festivals électroniques. Le nom Saafi signifie dans la langue sanskrite « le musicien voyageur ».

## Discographie
- 1997 : Internal Code Error
- 1997 : Mystic Cigarettes
- 2000 : Midnight's Children (album)
- 2003 : Liquid Beach
- 2007 : Supernatural (album)
- 2014 : Live on the Roadblog